# Théroigne de Méricourt (Hervieu)

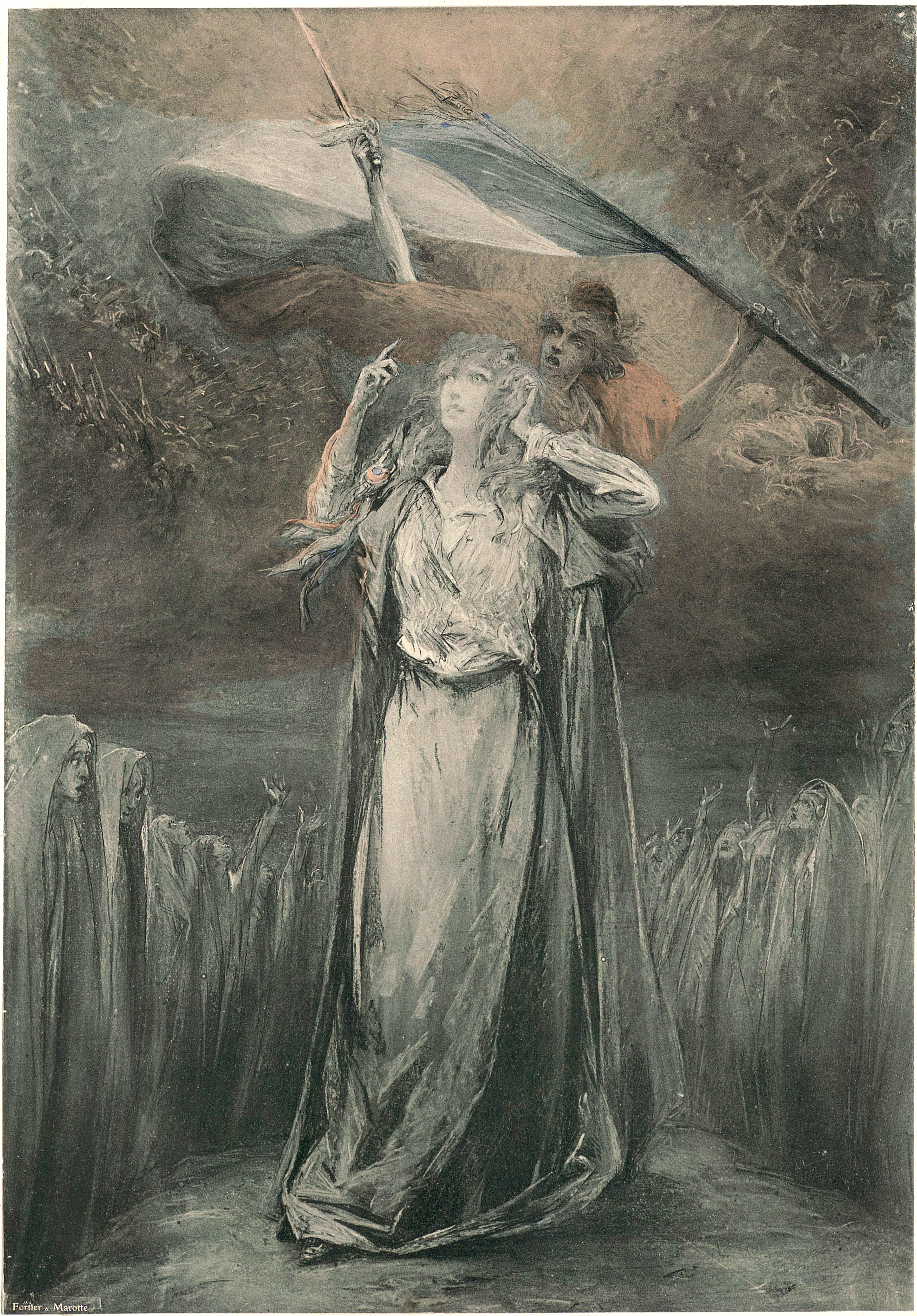
Composition de Georges Clairin pour Théroigne de Méricourt, drame de Paul Hervieu (1903) avec Sarah Bernhardt dans le rôle titre.

Théroigne de Méricourt est une pièce de théâtre en six actes de Paul Hervieu, représentée pour la première fois au théâtre Sarah-Bernhardt le 23 décembre 1902. C'est un drame historique en six actes, inspiré de la vie d'Anne-Josèphe Théroigne de Méricourt (1762-1817).

## Distribution
| Acteurs et actrices ayant créé les rôles |                       |
| Personnage                               | Acteur ou actrice     |
| Théroigne                                | Sarah Bernhardt       |
| Louis XVI                                | Alexandre Arquillière |
| Pétion                                   | Jean Chameroy         |
| Le directeur de la Salpétrière           | Jean Dara             |
| Léopold-Joseph                           | Édouard de Max        |
| Camille Desmoulins                       | Georges Deneubourg    |
| Sieyes                                   | Maxime Desjardins     |
| Marie-Antoinette                         | Blanche Dufrêne       |
| Brissot                                  | Arsène Durec          |
| Vergniaud                                | René Fauchois         |
| Robespierre                              | Joubert               |
| François Suleau                          | Pierre Magnier        |
| Lachesnaye                               | Henry Krauss          |